# Michael Göbl

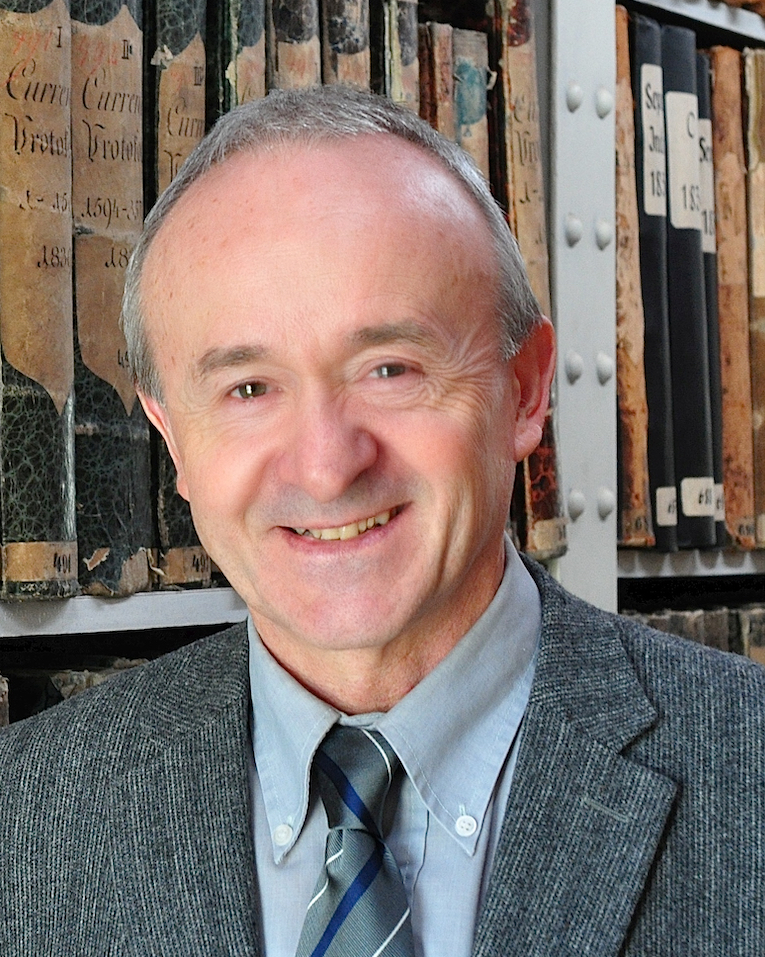
Michael Göbl, 2014

Michael Göbl (* 10. November 1954 in Eisleben) ist ein österreichischer Historiker, Archivar, Heraldiker, Autor und Ausstellungskurator.

## Leben
Michael Göbl wurde am 10. November 1954 in Eisleben geboren. Nach Gymnasialjahren in Ludwigsburg legte er 1975 am Bundesgymnasium und Bundesrealgymnasium Franklinstraße 21 in Wien-Floridsdorf die Reifeprüfung ab. Nach anschließendem Dienst beim Österreichischen Bundesheer war er zunächst in der sozialen Verwaltung tätig. 1977 trat er in das Österreichische Staatsarchiv ein, wobei er berufsbegleitend an der Universität Wien das Studium der Geschichte begann. Im Österreichischen Staatsarchiv war er zunächst in der Abteilung Allgemeines Verwaltungsarchiv und ab 2003 im Haus-, Hof- und Staatsarchiv tätig.
Nach seiner Sponsion zum Magister der Philosophie im Jahr 1986 absolvierte er den Ausbildungskurs am Institut für Österreichische Geschichtsforschung mit Ablegung der Staatsprüfung 1989. Im Jahr 1992 wurde er zum Dr. phil. promoviert. Von 1987 bis 1997 war er 2. Sekretär des Verbandes Österreichischer Archivarinnen und Archivare. Ende des Jahres 2019 trat Michael Göbl als Hofrat und stellvertretender Direktor der Abteilung Haus-, Hof- und Staatsarchiv des Österreichischen Staatsarchivs seinen Ruhestand an. Seither widmet er sich weiterhin dem Forschungsgegenstand der Heraldik, und zwar als Autor wie auch als ehrenamtlich tätiger Archivar in der Heraldisch-Genealogischen Gesellschaft „Adler“ in Wien.
Zu den Schwerpunkten der Arbeit von Michael Göbl zählen vor allem die Forschungen zu schriftlichen und bildlichen Quellen des Mittelalters und der Neuzeit, die sich auf Wappen, Siegeln und Insignien im weitesten Sinn erstrecken. Damit im Zusammenhang stehen auch seine Forschungen auf den Gebieten der Adelsgeschichte, der Genealogie und des Archivwesens.
Göbl ist durch seine Forschungstätigkeit Mitglied in verschiedenen Organisationen. Seit 1985 ist er Vorstandsmitglied bei der Heraldisch-Genealogischen Gesellschaft „Adler“ in Wien, seit 1989 ist er Mitglied des Instituts für Österreichische Geschichtsforschung und seit 2006 ist er Mitglied im Redaktionskomitee der Publikationsreihe Nobilitas in historia moderna der Universität Ostrava.
Michael Göbl trat international bei einer Reihe von wissenschaftlichen Veranstaltungen als Vortragender hervor, etwa mit den Themen Zwischen Mystik und Politik. Religiöse Symbole in den neuen Familienwappen des 19. Jahrhunderts (Rothenburg 1997), Die Schlacht von Aspern 1809 in Wappen und Namen – ein regionales Ereignis der Weltgeschichte und seine heraldisch-symbolische Umsetzung (Groning 2001), Die Geschichte und Bedeutung der Wiener Bezirkswappen (Brügge 2004), Die Frau und das Wappen im Heiligen Römischen Reich und der Habsburger-Monarchie (St. Petersburg 2005) oder Propaganda in den Wappen der habsburgischen Monarchie (St. Andrews 2006). Im Laufe seiner Berufslaufbahn entwickelte er sich zum Spezialisten für Heraldik in Österreich und zum international anerkannten Fachmann auf dem Gebiet der Heraldik.

## Ehrungen und Auszeichnungen
- 1993: Membre associé de l’Académie internationale d’héraldique[9]
- 1999: Wahl zum Academicien der Académie internationale d’héraldique (Fauteuil Nr. 24)[9][10]
- 2013: Großes Ehrenzeichen für Verdienste um die Republik Österreich[6]
- 2014: Ernennung zum Korrespondierenden Mitglied des Herold. Verein für Heraldik, Genealogie und verwandte Wissenschaften in Berlin[2]
- 2017: Medaille für Verdienste um das tschechische Archivwesen (Za zásluhy o české archivnictví)[6][11]
- 2019: Festschrift für Michael Göbl zum 65. Geburtstag[12]

## Schriften (Auswahl)
- Österreichische Kanzleiheraldik und Wappensymbolik des 19. Jahrhunderts am Beispiel von Wappenverleihungen an Militärpersonen. Universität Wien, Diplomarbeit, Wien 1986.
- Die Wappenmaler an den Wiener Hofkanzleien von 1700 bis zum Ende der Monarchie. Institut für Österreichische Geschichtsforschung der Universität Wien, Hausarbeit, Wien 1989.
- Österreichische Kanzleiheraldik und Wappensymbolik des 19. Jahrhunderts am Beispiel von Wappenverleihungen an Zivilpersonen. Universität Wien, Dissertation, Wien 1992.
- mit Lorenz Mikoletzky: Architektur zwischen Kunst und Bürokratie. 125 Jahre Ringstraße. Ausstellungskatalog, Österreichisches Staatsarchiv, Wien 1990.
- mit Leopold Kammerhofer und Elisabeth Springer: aktenreich faktenreich bildreich. Das Archiv Spiegel der menschlichen Vielfalt. Ausstellungskatalog, Österreichisches Staatsarchiv, Wien 1995.
- Das Rote Kreuz. Die Entwicklung eines neuen heraldischen Symbols. In: Adler. Zeitschrift für Genealogie und Heraldik Bd. 18 (1995/96) S. 1–22.
- Die Frau und das Wappen im Heiligen Römischen Reich und in der Habsburger-Monarchie. Vortrag beim Kolloquium der Académie d’Héraldique in St. Petersburg 2005, Online (abgerufen am 5. Oktober 2021).
- mit Thomas Just: Österreich und das Heilige Römische Reich. Ausstellungskatalog, Österreichisches Staatsarchiv, Wien 2006.
- mit Susanne Fröhlich und Ernst Petritsch: Malta. Vom Ordensstaat zur Europäischen Union. Ausstellungskatalog, Österreichisches Staatsarchiv, Wien 2007.
- mit Peter Diem und Eva Saibel: Die Wiener Bezirke – Ihre Geschichte, ihre Persönlichkeiten, ihre Wappen. Franz Deuticke Verlag, 2. Auflage, Wien/Frankfurt am Main 2003, ISBN 3-85223-463-8.
- Die Wappenmaler an den Wiener Hofkanzleien von 1700 bis zum Ende der Monarchie. In: Herold-Jahrbuch Ser. NF, Bd. 9, Berlin 2004 S. 9–70. ISBN 3-7686-3078-1.
- Die Entwicklung heraldischer Normen im Heiligen Römischen Reich und in der Habsburgermonarchie. In: Herold-Jahrbuch NF 19, Berlin 2014, S. 53–85, ISBN 978-3-9804875-8-0
- Titel, Siegel und Wappen von Maria Theresia und Joseph II. In: Festschrift zum 150-jährigen Bestehen des Herold zu Berlin. Herold-Jahrbuch NF 23/24, Berlin 2019, S. 93–120, ISBN 978-3-948099-00-8.
- Neuer Kronen-Atlas: Die Kronen der Erde, ihre Geschichte, Bedeutung und Schicksal. Mit 165 Lithographien und Holzschnitten, Edition Winkler-Hermaden, Schleinbach 2009, ISBN 978-3-9502688-5-0.
- Österreichisch-Ungarische Wappenrolle von Hugo Gerard Ströhl, Neuherausgabe der Ausgabe von 1900 mit einem von mir verfassten Anhang: Die gemeinsamen Wappen Österreich-Ungarns 1915/1916, Edition Winkler-Hermaden, Schleinbach 2010, ISBN 978-3-9502845-1-5.
- mit Johann Windbrechtinger: Festschrift zur Wappenbriefverleihung an den Markt Hadersdorf. 1514–2014. Hadersdorf-Kammern 2014.
- Wappen-Lexikon der habsburgischen Länder. Edition Winkler-Hermaden, 3. Auflage, Schleinbach 2021, ISBN 978-3-9503378-0-8.
- mit Irmgard Pangerl: Kaiser Franz Joseph I. 1830–1916. Bilder und Dokumente aus dem Haus-, Hof- und Staatsarchiv in Wien. Edition Winkler-Hermaden, Schleinbach 2015, ISBN 978-3-9503952-3-5.
- Wappenreiches Wien. Ein heraldisches Handbuch der inneren Stadt. Edition Winkler-Hermaden, Schleinbach 2021, ISBN 978-3-9519804-9-2.

## Herausgeber
- Gemeinsam mit Georg Scheibelreiter: Heraldik-Bildende Kunst-Literatur. Héraldique-Arts plastiques-Littérature. Heraldry-Arts-Literature. Actes du XI.e Colloque International d’Héraldique St. Pölten, 20–24 septembre 1999. (= Jahrbuch der Heraldisch Genealogischen Gesellschaft „Adler“. Wien 1993/2002).